# Біще (гміна)
Гміна Біще — сільська гміна у Бережанському повіті Тернопільського воєводства Другої Речі Посполитої. Адміністративним центром ґміни було село Біще.
Гміна утворена 1 серпня 1934 року в рамках реформи на підставі нового закону про самоуправління (23 березня 1933 року).
Площа гміни — 131,05 км²
Кількість житлових будинків — 1893
Кількість мешканців — 10618
Нову гміну було створено на основі гмін: Біще, Дрищів (з 1946 року Надрічне), Двірці, Краснопуща, Пліхів, Поручин, Поточани, Рекшин, Стриганці, Урмань, Вербів